# Coccoloba manzanillensis
Coccoloba manzanillensis är en slideväxtart som beskrevs av Pehr Johan Beurling. Coccoloba manzanillensis ingår i släktet Coccoloba och familjen slideväxter. Inga underarter finns listade i Catalogue of Life.